# Liga1 2025 (Perú)
La Liga1 de Fútbol Profesional 2025, conocida como Liga1 2025 y por razones de patrocinio como Liga1 Te Apuesto 2025, es la edición número 109 de la Primera División del Perú, la sexagésima desde que se descentraliza en 1966, la séptima bajo la denominación de Liga1 y la segunda bajo el patrocinio de Te Apuesto.
El torneo cuenta con la participación de 19 equipos, los 15 mejores de la temporada anterior y 4 clubes de la anterior edición de Liga2: 2 ascendidos y 2 reintegrados a primera división por resolución judicial y es administrada por la Federación Peruana de Fútbol.
Una particularidad de este torneo es que contará con 12 equipos que juegan en altura (a partir de 1000 m s. n. m). Siendo, por primera vez, la mayoría; convirtiéndose en la edición con la mayor cantidad de equipos de altura en la historia de la primera división.

## Sistema
Como en temporadas anteriores, la Liga1 Te Apuesto 2025 contará con un grupo único de 19 clubes. Cada equipo jugará 36 partidos (18 en el Torneo Apertura y 18 en el Torneo Clausura), enfrentándose a los demás equipos dos veces: una como local y otra como visitante.

### Criterios de clasificación y desempate
La clasificación en cada torneo se determinará por los puntos obtenidos: 3 por victoria, 1 por empate y 0 por derrota. En caso de empate en puntos, se aplicarán los siguientes criterios en este orden:
1. Diferencia de goles.
2. Goles a favor.
3. Fair Play (puntos descontados por tarjetas).
4. Sorteo realizado por la Liga de Fútbol Profesional.

Para la Tabla Acumulada (suma de Apertura y Clausura), si persiste el empate tras los tres primeros criterios, se consideran los enfrentamientos directos entre los equipos en cuestión.

### Etapas del torneo y definición del campeón
- Fase Regular: Se juegan el Torneo Apertura y el Torneo Clausura con el mismo formato.

- Playoffs por el título:
  - Si hay campeones distintos en Apertura y Clausura, ambos avanzan a las semifinales junto con los dos mejores equipos de la Tabla Acumulada (excluyendo a los campeones de los torneos).
  - Si un equipo gana ambos torneos, se proclama campeón nacional automáticamente. Los tres mejores equipos restantes de la Tabla Acumulada disputan los playoffs para definir al subcampeón.

- Formato de los Playoffs por el subcampeonato:

1. Partido entre el 3.° y 4.° de la Tabla Acumulada.
2. El ganador enfrenta al 2.° de la Tabla Acumulada para definir al subcampeón.

### Clasificación a torneos internacionales
La Conmebol otorga 8 cupos a Perú para los torneos internacionales que se distribuyen de la siguiente manera:

#### Copa Libertadores
- Perú 1: Campeón de la Liga1 2025
- Perú 2: Subcampeón de la Liga1 2025
- Perú 3: Tercer lugar de la Liga1 2025
- Perú 4: Cuarto lugar de la Liga1 2025

#### Copa Sudamericana
- Perú 1: Quinto lugar de la Liga1 2025
- Perú 2: Sexto lugar de la Liga1 2025
- Perú 3: Séptimo lugar de la Liga1 2025
- Perú 4: Octavo lugar de la Liga1 2025

### Descenso a Liga2
Los equipos que ocupen los puestos 17.°; 18.° y 19.° de la tabla acumulada, descenderán de categoría y disputarán la Liga2 2026.

## Ascensos y descensos
En el 2024 hubo 3 descensos (3 últimos puestos), 2 ascensos (los 2 finalistas de la Liga2) y 2 devueltos por resolución judicial (también provenientes de la Liga2), siendo un total de 19 equipos en la presente temporada.
| Pos. | Descendidos de la Liga1 2024 |
| ---- | ---------------------------- |
| 16.º | Carlos A. Mannucci           |
| 17.º | Universidad César Vallejo    |
| 18.º | Unión Comercio               |

| Pos. | Ascendidos de la Liga2 2024  |
| ---- | ---------------------------- |
| 1.°  | Alianza Universidad          |
| 2.°  | Juan Pablo II College        |
| Pos. | Reintegrados a la Liga1 2025 |
| Res. | Ayacucho FC                  |
| Res. | Deportivo Binacional         |

#### Restitución de Ayacucho FC
El club Ayacucho FC había perdido la categoría en la temporada 2022 tras perder la revalidación frente a Unión Comercio. No obstante, dos años después, el 30 de octubre de 2024 un juez especializado en la corte superior de justicia fallaría a favor en reponerlo a la Liga1 pese a las negativas de la FPF, esto debido a una reducción de puntos que se debió haberse dado al Sport Boys en 2022 tras Resoluciones del Tribunal de Licencias de la propia Federación, que hubieran generado la permanencia del cuadro ayacuchano en Primera División. Finalmente el 28 de noviembre de 2024, mediante un comunicado de la cuenta oficial del club, se notificó su vuelta a la Liga1 en la temporada 2025 tras quedar en un acuerdo.

#### Restitución de Deportivo Binacional
Deportivo Binacional apeló una resolución del Tribunal de Licencias de la Federación Peruana de Fútbol que le restó 4 puntos a Sport Boys inicialmente en la temporada 2023, pero que luego fue reformada con aplicación en el 2022 para posteriormente quedar anulada. El club juliaqueño no sólo argumentó que la Comisión debió mantener la sanción en el 2023, sino que además debió haber restado 12 puntos al club chalaco, lo que habría significado el descenso de Sport Boys y la permanencia de Deportivo Binacional en Primera División. Luego de conseguir una medida cautelar en instancias locales, a espera de una resolución del TAS, y tras lograr reunirse con los representantes de la FPF, se confirmó su vuelta a Primera División para la temporada 2025.

## Equipos participantes

### Localización
Perú está dividido de facto en 24 departamentos, 1 provincia constitucional y 1 provincia de régimen especial, de las cuales, 12 circunscripciones estarán representadas en el campeonato, igualando a la edición 2020 como la de mayor representación de todo el territorio nacional en la denominación de La Liga1. El departamento de Cusco y la provincia de Lima cuentan con la mayor cantidad de representantes (3 equipos).
| Región / Prov. | N.º | Equipos                                        | Mapa |
| -------------- | --- | ---------------------------------------------- | --- |
| Cusco          | 3   | Cienciano, Cusco FC y Deportivo Garcilaso      | Universitario Alianza Lima Cristal ADT Alianza Atlético · Atlético Grau Cienciano · Cusco FC · Dep. Garcilaso FBC Melgar Alianza Universidad Juan Pablo II Sport Huancayo Los Chankas Comerciantes Unidos Boys UTC Ayacucho FC Dep. Binacional |
| Lima           | 3   | Alianza Lima, Sporting Cristal y Universitario | Universitario Alianza Lima Cristal ADT Alianza Atlético · Atlético Grau Cienciano · Cusco FC · Dep. Garcilaso FBC Melgar Alianza Universidad Juan Pablo II Sport Huancayo Los Chankas Comerciantes Unidos Boys UTC Ayacucho FC Dep. Binacional |
| Cajamarca      | 2   | Comerciantes Unidos y UTC                      | Universitario Alianza Lima Cristal ADT Alianza Atlético · Atlético Grau Cienciano · Cusco FC · Dep. Garcilaso FBC Melgar Alianza Universidad Juan Pablo II Sport Huancayo Los Chankas Comerciantes Unidos Boys UTC Ayacucho FC Dep. Binacional |
| Junín          | 2   | ADT y Sport Huancayo                           | Universitario Alianza Lima Cristal ADT Alianza Atlético · Atlético Grau Cienciano · Cusco FC · Dep. Garcilaso FBC Melgar Alianza Universidad Juan Pablo II Sport Huancayo Los Chankas Comerciantes Unidos Boys UTC Ayacucho FC Dep. Binacional |
| Piura          | 2   | Atlético Grau y Alianza Atlético               | Universitario Alianza Lima Cristal ADT Alianza Atlético · Atlético Grau Cienciano · Cusco FC · Dep. Garcilaso FBC Melgar Alianza Universidad Juan Pablo II Sport Huancayo Los Chankas Comerciantes Unidos Boys UTC Ayacucho FC Dep. Binacional |
| Apurímac       | 1   | Los Chankas                                    | Universitario Alianza Lima Cristal ADT Alianza Atlético · Atlético Grau Cienciano · Cusco FC · Dep. Garcilaso FBC Melgar Alianza Universidad Juan Pablo II Sport Huancayo Los Chankas Comerciantes Unidos Boys UTC Ayacucho FC Dep. Binacional |
| Arequipa       | 1   | FBC Melgar                                     | Universitario Alianza Lima Cristal ADT Alianza Atlético · Atlético Grau Cienciano · Cusco FC · Dep. Garcilaso FBC Melgar Alianza Universidad Juan Pablo II Sport Huancayo Los Chankas Comerciantes Unidos Boys UTC Ayacucho FC Dep. Binacional |
| Ayacucho       | 1   | Ayacucho FC                                    | Universitario Alianza Lima Cristal ADT Alianza Atlético · Atlético Grau Cienciano · Cusco FC · Dep. Garcilaso FBC Melgar Alianza Universidad Juan Pablo II Sport Huancayo Los Chankas Comerciantes Unidos Boys UTC Ayacucho FC Dep. Binacional |
| Callao         | 1   | Sport Boys                                     | Universitario Alianza Lima Cristal ADT Alianza Atlético · Atlético Grau Cienciano · Cusco FC · Dep. Garcilaso FBC Melgar Alianza Universidad Juan Pablo II Sport Huancayo Los Chankas Comerciantes Unidos Boys UTC Ayacucho FC Dep. Binacional |
| Huánuco        | 1   | Alianza Universidad                            | Universitario Alianza Lima Cristal ADT Alianza Atlético · Atlético Grau Cienciano · Cusco FC · Dep. Garcilaso FBC Melgar Alianza Universidad Juan Pablo II Sport Huancayo Los Chankas Comerciantes Unidos Boys UTC Ayacucho FC Dep. Binacional |
| Lambayeque     | 1   | Juan Pablo II College                          | Universitario Alianza Lima Cristal ADT Alianza Atlético · Atlético Grau Cienciano · Cusco FC · Dep. Garcilaso FBC Melgar Alianza Universidad Juan Pablo II Sport Huancayo Los Chankas Comerciantes Unidos Boys UTC Ayacucho FC Dep. Binacional |
| Puno           | 1   | Deportivo Binacional                           | Universitario Alianza Lima Cristal ADT Alianza Atlético · Atlético Grau Cienciano · Cusco FC · Dep. Garcilaso FBC Melgar Alianza Universidad Juan Pablo II Sport Huancayo Los Chankas Comerciantes Unidos Boys UTC Ayacucho FC Dep. Binacional |

## Datos

### Infraestructura propia
Existen clubes participantes de la temporada 2025 de la Liga1 de Perú que tienen sus propios campos de fútbol para sus entrenamientos, pero otros carecen de una infraestructura adecuada propia.

#### Estadios de clubes
Dos clubes limeños de la Liga1 tienen Estadio propio: Universitario de Deportes (el Estadio Monumental - U con tres campos de fútbol, más el Estadio Lolo Fernández - U con un campo de fútbol) y Alianza Lima (el Estadio Alejandro Villanueva con dos campos de fútbol).  Además, el club lambayecano Juan Pablo II posee un campo de fútbol.

#### Complejos deportivos de los clubes
Siete clubes de la Liga1 tienen complejo deportivo propio: En la capital del país, Universitario de Deportes (Campo Mar - U con diez campos de fútbol), y Sporting Cristal (con cinco campos de fútbol); y aparte de Lima, Cusco FC, FBC Melgar, Ayacucho FC, Juan Pablo II  y Alianza Atlético (con tres campos de fútbol cada uno).

### Información de los equipos
| Club                      | Ciudad      | Entrenador            | Estadio Local                | Aforo  | Estadios alternativos                                                                                    | Proveedor    | Patrocinador principal (Pecho) | Otros patrocinadores (Mangas u otras partes)                                                                                          |
| ------------------------- | ----------- | --------------------- | ---------------------------- | ------ | --- | ------------ | ------------------------------ | --- |
| ADT                       | Tarma       | Horacio Melgarejo     | Unión Tarma                  | 9 100  | 2 Alternativas Huancayo Monumental de Jauja                                                              | New Athletic | Caja Huancayo                  | Ver lista Air Cool System SM Iveco New Athletic PagoEfectivo Sporade                                                                  |
| Alianza Atlético          | Sullana     | Gerardo Ameli         | Campeones del 36             | 12 000 | 4 Alternativas Melanio Coloma Municipal de Bernal Sesquicentenario Mansiche                              | Walon        |                                | Ver lista Centro Oftalmológico NobaVisión Sporade                                                                                     |
| Alianza Lima              | Lima        | Néstor Gorosito       | Alejandro Villanueva         | 33 938 | 2 Alternativas Nacional Hugo Sotil                                                                       | Nike         | Apuesta Total Caja Huancayo    | Ver lista Anypsa Bitel Hyundai Loterías Torito                                                                                        |
| Alianza Universidad       | Huánuco     | Roberto Mosquera      | Heraclio Tapia               | 25 000 | 1 Alternativa Olímpico de Amarilis                                                                       | Performance  | UDH                            | Ver lista Arte Pirotecnico Cemento Yunga Don Franchesco JABB Ladrillos Emperador Star Perú Vale Vale                                  |
| Atlético Grau             | Piura       | Ángel Comizzo         | Municipal de Bernal          | 7000   | 2 Alternativas Francisco Mendoza Pizarro Campeones del 36                                                | Walon        | Caja Piura                     | Ver lista CIVA Estaciones San José Inmobiliaria Miraflores Perú Sporade                                                               |
| Ayacucho FC               | Ayacucho    | Sergio Castellanos    | Ciudad de las Américas       | 8 000  | 1 Alternativa Manuel Eloy Molina Robles                                                                  | Real Sport   | Ayacucho Caja Mun. de Ica      | Ver lista Club Terra La Pradera Overade Power Fitness Club Real Sport                                                                 |
| Cienciano                 | Cusco       | Carlos Desio          | Inca Garcilaso de la Vega    | 42 000 | 4 Alternativas Urcos Túpac Amaru Thomas E. Payne Espinar                                                 | Umbro        | Caja Cusco DoradoBet           | Ver lista Smart Fit Sporade Tecno Fast WOW Perú                                                                                       |
| Comerciantes Unidos       | Cutervo     | Claudio Biaggio       | Juan Maldonado Gamarra       | 8 000  | 4 Alternativas Germán Contreras Jara Cristo el Señor Ramón Castilla Municipal El Frutillo                | Real Sport   |                                | Ver lista Agua Yakuari Hotel Abril JC Poresport Real Sport                                                                            |
| Cusco FC                  | Cusco       | Miguel Rondelli       | Inca Garcilaso de la Vega    | 42 000 | 4 Alternativas Urcos Túpac Amaru Thomas E. Payne Espinar                                                 | Adidas       | DoradoBet                      | Ver lista Clínica O2 Medical Network Electrolight Pepe Nakamura Smart Fit                                                             |
| Deportivo Binacional      | Juliaca     | Claudio Bustamante    | Guillermo Briceño Rosamedina | 18 080 | 5 Alternativas Monumental UNA Enrique Torres Belón Rodolfo Ramos C. Monumental UNSA Garcilaso de la Vega | Urzu Atletic |                                | Ver lista Sporade Urzu Atletic |
| Deportivo Garcilaso       | Cusco       | Carlos Bustos         | Inca Garcilaso de la Vega    | 42 000 | 4 Alternativas Urcos Túpac Amaru Thomas E. Payne Espinar                                                 | Ander Sport  | Salkantay Trekking Delgado's   | Ver lista Clínica O2 Medical Network Generade InpeCable Intensity Oporto Abogados PagoEfectivo Pepe Nakamura Rustica Hoteles TuTicket |
| Juan Pablo II College     | Chongoyape  | Santiago Acasiete     | CD Juan Pablo II             | 2 000  | 2 Alternativas Francisco Mendoza Pizarro César Flores Marigorda                                          | Real Sport   |                                | Ver lista Footloose R18 Real Sport Sporade                                                                                            |
| Los Chankas               | Andahuaylas | Walter Paolella (INT) | Los Chankas                  | 10 000 | 2 Alternativas Municipal de Talavera Monumental de Condebamba                                            | New Athletic | Cerveza Apurimeña              | Ver lista Anypsa El Cisne New Athletic                                                                                                |
| FBC Melgar                | Arequipa    | Walter Ribonetto      | Monumental de la UNSA        | 60 000 | 1 Alternativa Guillermo Briceño R.                                                                       | Walon        | Stake                          | Ver lista DFSK Ricocan Saint-Gobain Sporade WOW Perú                                                                                  |
| Sport Boys                | Callao      | Arturo Reyes          | Miguel Grau                  | 17 000 | 3 Alternativas Iván Elías Moreno Alberto Gallardo Monumental                                             | Astro        | Apuesta Total                  | Ver lista Atrevia DFSK Electrolight ETNA                                                                                              |
| Sport Huancayo            | Huancayo    | Richard Pellejero     | Huancayo                     | 20 000 | 2 Alternativas Monumental de Jauja Unión Tarma                                                           | Lotto        | Caja Huancayo                  | Ver lista Clínica Especializada Miranda Drytex Sporade Transportes Salazar                                                            |
| Sporting Cristal          | Lima        | Paulo Autuori         | Alberto Gallardo             | 11 500 | 1 Alternativa Nacional                                                                                   | Puma         | Caja Piura DoradoBet           | Ver lista Cerveza Cristal Sporade WOW Perú                                                                                            |
| Universitario de Deportes | Lima        | Jorge Fossati         | Monumental - U               | 80 096 | 1 Alternativa Nacional                                                                                   | Marathon     | Apuesta Total                  | Ver lista Altos Anypsa Fos-Hepan Jetour Opalux San Carlos                                                                             |
| UTC                       | Cajamarca   | Pablo Bossi           | Germán Contreras Jara        | 6 300  | 3 Alternativas Cristo el Señor Ramón Castilla El Frutillo                                                | Astro        | Tinbet                         | Ver lista Colegio Nivel A Isuzu MSA Punto Original Real Plaza                                                                         |

### Jugadores extranjeros
| Equipo                | Jugador 1         | Jugador 2         | Jugador 3        | Jugador 4           | Jugador 5          | Jugador 6          |
| --------------------- | ----------------- | ----------------- | ---------------- | ------------------- | ------------------ | ------------------ |
| ADT                   | Fernando Bersano  | Mauro Da Luz      | Adrián Fernández | John Narváez        | Joao Rojas         | Nazareno Bazán     |
| Alianza Atlético      | Rodrigo Castro    | Agustín Graneros  | Federico Illanes | Luis Olmedo         | Mauro Pérez        | José Villegas      |
| Alianza Lima          | Alan Cantero      | Eryc Castillo     | Pablo Ceppelini  | Guillermo Enrique   | Fernando Gaibor    | Guillermo Viscarra |
| Alianza Universidad   | Joffré Escobar    | Otávio Gut        | Jhon Ibargüen    | Yorleys Mena        | Omar Vásquez       | Diego Martínez     |
| Atlético Grau         | Neri Bandiera     | Daniel Franco     | Benjamín García  | Juan Garro          | Tomás Sandoval     | Rodrigo Tapia      |
| Ayacucho FC           | Juan Lucumí       | Maxi Pérez        | Juan Valencia    | Derlis Orué         | Franco Caballero   | Gustavo Navarro    |
| Cienciano             | Juan Bolado       | Leonel Galeano    | Carlos Garcés    | Danilo Ortiz        | Juan Romagnoli     | Agustín González   |
| Comerciantes Unidos   | Matías Sen        | Álvaro Villete    | Nahuel Tecilla   | Brayam Sosa         | Julián Marchioni   | Brayan Lucumí      |
| Cusco FC              | Julián Aquino     | Lucas Colitto     | Iván Colman      | Nicolás Silva       | Juan Tévez         | Facundo Callejo    |
| Deportivo Binacional  | Nicolás Rodríguez | Marlon Torres     | Roger Torres     | Lucas Rodríguez     | Carlos Pérez       | Facundo Silva      |
| Deportivo Garcilaso   | Pablo Erustes     | Nicolás Gómez     | Ezequiel Naya    | Francisco Arancibia | José Sinisterra    | Ignacio Gariglio   |
| Juan Pablo II College | Matías Vega       | Renzo Alfani      | Emiliano Villar  | Cristhian Tizón     | Cristian Ramírez   | Mauricio Affonso   |
| Los Chankas           | Pablo Bueno       | Isaac Camargo     | Héctor González  | Franco Torres       | Carlos Pimienta    | Braian Rivero      |
| Melgar                | Pier Barrios      | Leonel González   | Lautaro Guzmán   | Tomás Martínez      | Gregorio Rodríguez | Nicolás Quagliata  |
| Sport Boys            | Matías Almirón    | Rodrigo Colombo   | Nicolás Da Campo | Carlos López        | Luciano Nequecaur  | Fidel Martínez     |
| Sport Huancayo        | Marlon de Jesús   | Enzo Fernández    | Nahuel Luján     | Yonatan Murillo     | Javier Sanguinetti | Alan Pérez         |
| Sporting Cristal      | Gustavo Cazonatti | Santiago González | Nicolás Pasquini | Felipe Vizeu        | Misael Sosa        | Martín Cauteruccio |
| Universitario         | Sebastián Britos  | José Carabalí     | Diego Churín     | Matías Di Benedetto | Williams Riveros   | Rodrigo Ureña      |
| UTC                   | Geimer Balanta    | Yehider Ibargüen  | Jarlín Quintero  | Farid Romero        | Juan Cruz          | José Verdún        |

|  | Formó parte del club en esta temporada |  | Convocado por la selección de su país en esta temporada |

## Torneo Apertura
El Torneo Apertura de la Liga1 Te Apuesto 2025 son las primeras 19 jornadas de la Liga1 Te Apuesto. El fixture será determinado mediante sorteo, y cada equipo jugará un partido de local y un partido de visitante. Si un equipo no se llega a presentar a un partido, se conmutará como derrota por walk over  y resultado en contra de 0-3.

### Tabla de posiciones
| Pos. | Equipo                | Pts. | PJ | G  | E | P  | GF | GC | Dif. | Clasificación           |
| ---- | --------------------- | ---- | -- | -- | - | -- | -- | -- | ---- | ----------------------- |
| 1    | Universitario (G)     | 39   | 18 | 12 | 3 | 3  | 38 | 12 | +26  | Avanza a los Play-offs. |
| 2    | Alianza Lima          | 37   | 18 | 11 | 4 | 3  | 23 | 11 | +12  |                         |
| 3    | Cusco FC              | 34   | 18 | 10 | 4 | 4  | 34 | 20 | +14  |                         |
| 4    | Alianza Atlético      | 34   | 18 | 11 | 1 | 6  | 28 | 18 | +10  |                         |
| 5    | Sporting Cristal      | 32   | 18 | 10 | 2 | 6  | 31 | 24 | +7   |                         |
| 6    | FBC Melgar            | 31   | 18 | 8  | 7 | 3  | 28 | 20 | +8   |                         |
| 7    | Sport Huancayo        | 30   | 18 | 9  | 3 | 6  | 23 | 21 | +2   |                         |
| 8    | Deportivo Garcilaso   | 27   | 18 | 8  | 3 | 7  | 28 | 19 | +9   |                         |
| 9    | ADT                   | 24   | 18 | 6  | 6 | 6  | 24 | 30 | −6   |                         |
| 10   | Cienciano             | 23   | 18 | 5  | 8 | 5  | 29 | 25 | +4   |                         |
| 11   | Los Chankas           | 23   | 18 | 5  | 8 | 5  | 24 | 25 | −1   |                         |
| 12   | Atlético Grau         | 22   | 18 | 5  | 7 | 6  | 23 | 24 | −1   |                         |
| 13   | Sport Boys            | 20   | 18 | 5  | 5 | 8  | 26 | 28 | −2   |                         |
| 14   | Juan Pablo II College | 19   | 18 | 5  | 4 | 9  | 20 | 28 | −8   |                         |
| 15   | UTC                   | 19   | 18 | 5  | 4 | 9  | 17 | 34 | −17  |                         |
| 16   | Deportivo Binacional  | 18   | 18 | 4  | 6 | 8  | 20 | 33 | −13  |                         |
| 17   | Ayacucho FC           | 15   | 18 | 4  | 3 | 11 | 14 | 27 | −13  |                         |
| 18   | Comerciantes Unidos   | 11   | 18 | 2  | 5 | 11 | 17 | 31 | −14  |                         |
| 19   | Alianza Universidad   | 11   | 18 | 2  | 5 | 11 | 16 | 33 | −17  |                         |

 Fuente: FPF
|                       |
| Ganador Universitario |

## Torneo Clausura
El Torneo Clausura de la Liga1 Te Apuesto 2025 son las últimas 19 jornadas de la Liga1 Te Apuesto. Cada equipo jugará un partido de local y un partido de visitante pero a la inversa, por ejemplo, si a un equipo le tocó iniciar el Torneo Apertura de local, el Torneo Clausura lo hará de visitante. Si un equipo no se llega a presentar a un partido, se conmutará como derrota por walk over y resultado en contra de 0-3. De acuerdo a los torneos ganados y el posicionamiento en la Tabla Acumulada, se establecerá la clasificación final.

### Tabla de posiciones
| Pos. | Equipo                | Pts. | PJ | G | E | P | GF | GC | Dif. | Clasificación           |
| ---- | --------------------- | ---- | -- | - | - | - | -- | -- | ---- | ----------------------- |
| 1    | Universitario         | 14   | 6  | 4 | 2 | 0 | 11 | 4  | +7   | Avanza a los Play-offs. |
| 2    | Sporting Cristal      | 13   | 5  | 4 | 1 | 0 | 11 | 0  | +11  |                         |
| 3    | Cusco FC              | 12   | 4  | 4 | 0 | 0 | 7  | 1  | +6   |                         |
| 4    | Deportivo Garcilaso   | 12   | 6  | 3 | 3 | 0 | 8  | 3  | +5   |                         |
| 5    | Alianza Lima          | 11   | 6  | 3 | 2 | 1 | 7  | 5  | +2   |                         |
| 6    | Sport Huancayo        | 8    | 6  | 2 | 2 | 2 | 9  | 9  | 0    |                         |
| 7    | FBC Melgar            | 8    | 6  | 2 | 2 | 2 | 5  | 6  | −1   |                         |
| 8    | Alianza Atlético      | 6    | 6  | 1 | 3 | 2 | 3  | 4  | −1   |                         |
| 9    | Los Chankas           | 6    | 4  | 2 | 0 | 2 | 6  | 10 | −4   |                         |
| 10   | ADT                   | 6    | 5  | 2 | 0 | 3 | 3  | 7  | −4   |                         |
| 11   | Cienciano             | 5    | 5  | 1 | 2 | 2 | 6  | 5  | +1   |                         |
| 12   | Comerciantes Unidos   | 5    | 5  | 1 | 2 | 2 | 6  | 8  | −2   |                         |
| 13   | Juan Pablo II College | 5    | 5  | 1 | 2 | 2 | 6  | 8  | −2   |                         |
| 14   | Atlético Grau         | 4    | 4  | 1 | 1 | 2 | 7  | 8  | −1   |                         |
| 15   | Alianza Universidad   | 4    | 5  | 1 | 1 | 3 | 5  | 8  | −3   |                         |
| 16   | Ayacucho FC           | 4    | 6  | 1 | 1 | 4 | 5  | 9  | −4   |                         |
| 17   | Sport Boys            | 4    | 6  | 1 | 1 | 4 | 1  | 7  | −6   |                         |
| 18   | UTC                   | 1    | 4  | 0 | 1 | 3 | 2  | 6  | −4   |                         |
| 19   | Deportivo Binacional  | 0    | 0  | 0 | 0 | 0 | 0  | 0  | 0    |                         |

Actualizado a los partidos jugados el 17 de agosto.
 Fuente: FPF

## Tabla Acumulada
La Tabla Acumulada o el Acumulado, tiene la finalidad de sumar los puntos que se obtienen fecha tras fecha en los Torneos Apertura y Clausura. 
| Pos. | Equipo                   | Pts. | PJ | G  | E  | P  | GF | GC | Dif. | Clasificación/Descenso                                     |
| ---- | ------------------------ | ---- | -- | -- | -- | -- | -- | -- | ---- | ---------------------------------------------------------- |
| 1    | Universitario            | 53   | 24 | 16 | 5  | 3  | 49 | 16 | +33  | Clasifica a la Fase de Grupos de la Copa Libertadores 2026 |
| 2    | Alianza Lima             | 48   | 24 | 14 | 6  | 4  | 30 | 16 | +14  | Clasifica a la Fase de Grupos de la Copa Libertadores 2026 |
| 3    | Cusco FC                 | 46   | 22 | 14 | 4  | 4  | 41 | 21 | +20  | Clasifica a la Fase 2 de la Copa Libertadores 2026         |
| 4    | Sporting Cristal         | 45   | 23 | 14 | 3  | 6  | 42 | 24 | +18  | Clasifica a la Fase 1 de la Copa Libertadores 2026         |
| 5    | Alianza Atlético         | 40   | 23 | 12 | 4  | 7  | 31 | 20 | +11  | Clasifica a la Copa Sudamericana 2026                      |
| 6    | Deportivo Garcilaso      | 39   | 24 | 11 | 6  | 7  | 36 | 22 | +14  | Clasifica a la Copa Sudamericana 2026                      |
| 7    | FBC Melgar               | 39   | 24 | 10 | 9  | 5  | 33 | 26 | +7   | Clasifica a la Copa Sudamericana 2026                      |
| 8    | Sport Huancayo           | 38   | 24 | 11 | 5  | 8  | 32 | 30 | +2   | Clasifica a la Copa Sudamericana 2026                      |
| 9    | ADT                      | 30   | 23 | 8  | 6  | 9  | 27 | 37 | −10  |                                                            |
| 10   | Los Chankas              | 29   | 22 | 7  | 8  | 7  | 30 | 35 | −5   |                                                            |
| 11   | Cienciano                | 28   | 23 | 6  | 10 | 7  | 35 | 30 | +5   |                                                            |
| 12   | Atlético Grau            | 26   | 23 | 6  | 8  | 9  | 30 | 34 | −4   |                                                            |
| 13   | Sport Boys               | 24   | 24 | 6  | 6  | 12 | 27 | 35 | −8   |                                                            |
| 14   | Juan Pablo II College    | 24   | 23 | 6  | 6  | 11 | 26 | 36 | −10  |                                                            |
| 15   | UTC                      | 20   | 22 | 5  | 5  | 12 | 19 | 40 | −21  |                                                            |
| 16   | Ayacucho FC              | 19   | 24 | 5  | 4  | 15 | 19 | 36 | −17  |                                                            |
| 17   | Comerciantes Unidos      | 16   | 23 | 3  | 7  | 13 | 23 | 39 | −16  | Descenso a Liga 2 2026                                     |
| 18   | Alianza Universidad      | 15   | 23 | 3  | 6  | 14 | 21 | 41 | −20  | Descenso a Liga 2 2026                                     |
| 19   | Deportivo Binacional (D) | 18   | 18 | 4  | 6  | 8  | 20 | 33 | −13  | Retirado. Descenso a Liga 2 2026                           |

Actualizado a los partidos jugados el 17 de agosto.
 Fuente: FPF

### Evolución de la clasificación
| Torneo                | Apertura | Apertura | Apertura | Apertura | Apertura | Apertura | Apertura | Apertura | Apertura | Apertura | Apertura | Apertura | Apertura | Apertura | Apertura | Apertura | Apertura | Apertura | Apertura | Clausura | Clausura | Clausura | Clausura | Clausura | Clausura | Clausura | Clausura | Clausura | Clausura | Clausura | Clausura | Clausura | Clausura | Clausura | Clausura | Clausura | Clausura | Clausura |
| Equipo / Jornada      | 1        | 2        | 3        | 4        | 5        | 6        | 7        | 8        | 9        | 10       | 11       | 12       | 13       | 14       | 15       | 16       | 17       | 18       | 19       | 20       | 21       | 22       | 23       | 24       | 25       | 26       | 27       | 28       | 29       | 30       | 31       | 32       | 33       | 34       | 35       | 36       | 37       | 38       |
| Equipo / Jornada      |          |          |          |          |          |          |          |          |          |          |          |          |          |          |          |          |          |          |          |          |          |          |          |          |          |          |          |          |          |          |          |          |          |          |          |          |          |          |
| --------------------- | -------- | -------- | -------- | -------- | -------- | -------- | -------- | -------- | -------- | -------- | -------- | -------- | -------- | -------- | -------- | -------- | -------- | -------- | -------- | -------- | -------- | -------- | -------- | -------- | -------- | -------- | -------- | -------- | -------- | -------- | -------- | -------- | -------- | -------- | -------- | -------- | -------- | -------- |
| Universitario         | 12       | 6        | 8*       | 5*       | 4*       | 3*       | 3*       | 2*       | 1*       | 1*       | 1*       | 1*       | 3*       | 1*       | 1*       | 1*       | 1        | 1        | 1        | 1        | 1        | 1        | 1        | 1        | 1        | 1        |          |          |          |          |          |          |          |          |          |          |          |          |
| Cusco FC              | 19       | 18       | 13       | 11       | 14       | 10       | 7        | 9        | 7        | 8        | 8        | 7        | 7        | 7        | 7        | 7        | 5        | 3        | 3        | 2        | 2        | 2        | 2        | 2        | 2        |          |          |          |          |          |          |          |          |          |          |          |          |          |
| Sporting Cristal      | 7        | 5        | 4        | 6        | 8        | 6        | 6        | 5        | 8        | 6        | 9        | 6        | 5        | 8        | 6        | 8        | 6        | 7        | 5        | 4        | 3        | 3        | 3        | 3        | 3        |          |          |          |          |          |          |          |          |          |          |          |          |          |
| Alianza Lima          | 1        | 9        | 5        | 3        | 2        | 4        | 4        | 4        | 3        | 4*       | 5*       | 5*       | 4*       | 2*       | 4*       | 2        | 2        | 2        | 2        | 3        | 4        | 4        | 4        | 4        | 4        |          |          |          |          |          |          |          |          |          |          |          |          |          |
| Alianza Atlético      | 15       | 8        | 10       | 9        | 7        | 8        | 11       | 13       | 10       | 9        | 7        | 8        | 6        | 4        | 2        | 4        | 3        | 4        | 4        | 5        | 5        | 5        | 5        | 5        | 5        |          |          |          |          |          |          |          |          |          |          |          |          |          |
| Deportivo Garcilaso   | 10       | 4        | 3        | 1        | 3        | 2        | 2        | 3        | 2        | 2        | 2        | 4        | 8        | 6        | 8        | 6        | 7        | 8        | 8        | 8        | 8        | 7        | 8        | 7        | 6        |          |          |          |          |          |          |          |          |          |          |          |          |          |
| FBC Melgar            | 2        | 1        | 1        | 2*       | 1*       | 1*       | 1*       | 1*       | 4*       | 3*       | 3*       | 2*       | 2*       | 3*       | 3*       | 3*       | 4*       | 5        | 6        | 6        | 6        | 6        | 7        | 8        | 7        |          |          |          |          |          |          |          |          |          |          |          |          |          |
| Sport Huancayo        | 3        | 2        | 7        | 8        | 5        | 7        | 8        | 6        | 6        | 7        | 4        | 3        | 1        | 5        | 5        | 5        | 8        | 6        | 7        | 7        | 7        | 8        | 6        | 6        | 8        |          |          |          |          |          |          |          |          |          |          |          |          |          |
| ADT                   | 11       | 3        | 2        | 4        | 6        | 5        | 5        | 7        | 6        | 5        | 6        | 9        | 9        | 9        | 9        | 12       | 12       | 12       | 9        | 9        | 9*       | 9*       | 10*      | 9*       | 9*       | *        |          |          |          |          |          |          |          |          |          |          |          |          |
| Los Chankas           | 9        | 13       | 14       | 14*      | 15*      | 12       | 12       | 14       | 15       | 14       | 12       | 11       | 11       | 12       | 13       | 13       | 10       | 11       | 11       | 12       | 12       | 10       | 12       | 10       | 10*      | *        |          |          |          |          |          |          |          |          |          |          |          |          |
| Cienciano             | 6        | 15       | 17       | 16*      | 12*      | 14       | 15       | 15       | 14       | 12       | 11       | 12       | 12       | 10       | 10       | 9        | 9        | 9        | 10       | 11       | 11       | 12       | 9        | 11       | 11       |          |          |          |          |          |          |          |          |          |          |          |          |          |
| Atlético Grau         | 4        | 10       | 11*      | 13*      | 11*      | 9*       | 9*       | 10*      | 11*      | 13*      | 15*      | 14*      | 15*      | 13*      | 11*      | 10*      | 13       | 10       | 12       | 10       | 10*      | 11*      | 11*      | 12*      | 12*      | *        |          |          |          |          |          |          |          |          |          |          |          |          |
| Juan Pablo II College | 16       | 17       | 18       | 19*      | 19*      | 17*      | 18*      | 17*      | 16*      | 16*      | 16*      | 16*      | 16*      | 16*      | 14*      | 15*      | 16*      | 16       | 14       | 13       | 13       | 13       | 14       | 14       | 13       |          |          |          |          |          |          |          |          |          |          |          |          |          |
| Sport Boys            | 5        | 12       | 6        | 7        | 9        | 11       | 10       | 8        | 9        | 10       | 10       | 10       | 10       | 11       | 12       | 11       | 11       | 13       | 13       | 14       | 14       | 14       | 13       | 13       | 14       |          |          |          |          |          |          |          |          |          |          |          |          |          |
| UTC                   | 18       | 19       | 19       | 18       | 18       | 19       | 17       | 12       | 13       | 15       | 14       | 15       | 13       | 14       | 16       | 14       | 14       | 14       | 15       | 15       | 15       | 15       | 16       | 16       | 16       | 15       |          |          |          |          |          |          |          |          |          |          |          |          |
| Ayacucho FC           | 17       | 11       | 12       | 10       | 13       | 15       | 16       | 18       | 19       | 19       | 18       | 19       | 18       | 17       | 17       | 18       | 18       | 17       | 17       | 17       | 17       | 16       | 17       | 17       | 17       |          |          |          |          |          |          |          |          |          |          |          |          |          |
| Comerciantes Unidos   | 13       | 16       | 15       | 15       | 16       | 16       | 14       | 16       | 17       | 17*      | 17*      | 17*      | 17*      | 18*      | 18*      | 17       | 17       | 18       | 18       | 18       | 18       | 19       | 19       | 19       | 18       |          |          |          |          |          |          |          |          |          |          |          |          |          |
| Alianza Universidad   | 8        | 14       | 16       | 17       | 17       | 18       | 19       | 19       | 18       | 18       | 19       | 18       | 19       | 19       | 19       | 19       | 19       | 19       | 19       | 19       | 19       | 18       | 18       | 18       | 19*      | *        |          |          |          |          |          |          |          |          |          |          |          |          |
| Deportivo Binacional  | 14       | 7        | 9        | 12       | 10       | 13       | 13       | 11       | 12       | 11       | 13       | 13       | 14       | 15       | 15       | 16       | 15       | 15       | 16       | 16       | 16       | 17       | 15       | 15       | 15       | 19       | 19       | 19       | 19       | 19       | 19       | 19       | 19       | 19       | 19       | 19       | 19       | 19       |

     Equipo libre de la fecha.(*) Indica la posición del equipo con un partido pendiente.

### Tabla de resultados cruzados
| Local \ Visitante    | ADT | AAS | ALI | AUH | ATG | AYA | CIE | COM | CUS | BIN | GAR | MEL | JPA | CHK | SBA | HUA | CRI | UNI | UTC |
| -------------------- | --- | --- | --- | --- | --- | --- | --- | --- | --- | --- | --- | --- | --- | --- | --- | --- | --- | --- | --- |
| ADT                  | —   |     | 3–0 | 0–3 | 4–3 | 0–1 | 1–0 | 1–0 | 2–1 | 1–1 | 0–0 |     | 2–2 |     | 2–2 |     |     |     |     |
| Alianza Atlético     | 2–0 | —   | 3–1 |     | 2–1 |     |     | 3–0 | 2–4 | 4–1 | 1–0 | 0–0 |     |     | 1–0 | 0–0 | 1–0 |     | 2–0 |
| Alianza Lima         | 3–1 | 1–1 | —   | 2–0 |     | 2–0 | 0–1 |     | 3–0 | 5–1 |     |     | 1–0 | 1–0 | a   | 0–0 | 0–0 | 1–1 |     |
| Alianza Universidad  | 2–3 | 2–0 |     | —   | 0–0 | 1–2 |     | 0–2 |     | —   | 0–0 | 1–1 |     |     |     | 0–1 | 2–2 | 0–2 | 1–2 |
| Atlético Grau        |     |     | 1–1 |     | —   | 1–0 | 1–1 | 1–2 | 0–0 | 3–0 | 1–1 |     | 2–0 | 2–1 | 3–3 |     |     | 0–2 |     |
| Ayacucho FC          |     | 0–2 | 0–1 | 3–2 | 1–2 | —   | 1–0 |     |     | —   |     | 2–3 |     | 1–2 | 0–0 | 1–1 | 1–4 | 0–1 | 0–1 |
| Cienciano            | 2–2 | 3–2 |     | 0–1 |     |     | —   | 3–2 |     | —   | 2–3 | 1–2 |     | 3–0 |     | 2–1 | 1–1 | 1–1 | 6–1 |
| Comerciantes Unidos  |     |     | 0–1 |     | 2–2 | 0–1 | 1–1 | —   | 1–2 | 1–1 | 0–0 |     | 3–0 | 1–1 | 0–4 |     |     | 1–1 |     |
| Cusco FC             |     | 1–0 | 2–0 | 4–1 |     | 3–0 | 0–0 |     | —   | —   |     | 0–1 | 4–2 | 3–3 |     | 3–0 |     | 2–0 | 1–1 |
| Deportivo Binacional | —   | —   | —   | 1–1 | —   | 1–1 | 1–1 | —   | 1–2 | —   | —   | 1–1 | 2–0 | 1–2 | —   | 1–0 | —   | 1–3 | —   |
| Deportivo Garcilaso  |     |     | 0–1 | 1–1 | 2–0 | 2–1 | 2–1 | 2–1 | 1–3 | 0–1 | —   |     | 4–0 | 3–0 | 4–0 |     |     | 0–1 |     |
| FBC Melgar           | 4–0 | 2–1 | 0–1 |     | 1–1 | 2–1 | a   | 1–1 | 0–2 | —   | 1–2 | —   | 1–1 |     | 2–1 |     | 1–0 |     | 3–0 |
| Juan Pablo II        |     | 1–0 | 1–2 | 1–0 |     | 0–0 | 2–2 |     |     | —   |     | 1–1 | —   | 3–0 | 3–0 | 0–1 |     | 2–0 | 4–2 |
| Los Chankas          | 1–1 | 1–2 |     | 3–1 | 3–2 |     | 0–0 | 3–2 |     | —   | 2–2 | 1–1 |     | —   |     | 1–3 | 3–1 |     | 2–1 |
| Sport Boys           | 1–0 |     | 0–1 | 4–2 |     | 2–1 | 2–2 |     | 1–2 | 3–1 |     |     | 1–0 | 1–1 | —   |     | 0–2 | 0–2 |     |
| Sport Huancayo       | 2–1 | 2–1 |     |     | 3–0 | 3–1 |     | 4–2 |     | —   | 0–3 | 2–2 | 5–1 |     | 1–0 | —   | 0–1 | 1–1 | 1–0 |
| Sporting Cristal     | 2–1 |     | 1–2 | 3–0 | 2–1 |     |     | 2–0 | 1–0 | 5–0 | 3–2 | 1–0 | 3–2 |     | 2–1 | 5–0 | —   | a   |     |
| Universitario        | 5–0 | 0–1 | a   | 4–0 | 3–1 |     | 3–2 | 3–1 |     | —   |     | 4–1 |     | 0–0 | 1–0 | 3–1 | 2–0 | —   | 6–0 |
| UTC                  | 0–1 | 0–0 | 0–0 |     | 0–2 |     |     | 2–0 | 1–2 | 0–4 | 2–1 | 1–2 | 0–0 |     | 1–1 |     | 4–1 |     | —   |

## Clasificación a torneos internacionales

### Copa Libertadores
| Equipo      | Clasificado como | Método de clasificación |
| ----------- | ---------------- | ----------------------- |
| Por definir | Perú 1           | Campeón                 |
| Por definir | Perú 2           | Subcampeón              |
| Por definir | Perú 3           | Tercer lugar            |
| Por definir | Perú 4           | Cuarto lugar            |
|             |                  |                         |

### Copa Sudamericana
| Equipo      | Clasificado como | Método de clasificación             |
| ----------- | ---------------- | ----------------------------------- |
| Por definir | Perú 1           | Quinto lugar de la Tabla acumulada  |
| Por definir | Perú 2           | Sexto lugar de la Tabla acumulada   |
| Por definir | Perú 3           | Séptimo lugar de la Tabla acumulada |
| Por definir | Perú 4           | Octavo lugar de la Tabla acumulada  |
|             |                  |                                     |

## Playoffs

### Equipos clasificados
| Equipo        | Método de clasificación                                                | Fecha del registro |
| ------------- | ---------------------------------------------------------------------- | ------------------ |
| Universitario | Ganador del Torneo Apertura                                            | 12 de julio        |
| Por definir   | Ganador del Torneo Clausura                                            | Por definir        |
| Por definir   | Mejor ubicado en la Tabla acumulada no ganador de torneo corto         | Por definir        |
| Por definir   | Segundo mejor ubicado en la Tabla acumulada no ganador de torneo corto | Por definir        |

Nota:
|                                 |
|                                 |
| Campeón Nacional --- N.º título |

## Estadísticas
| Facundo Callejo                             | Cusco FC            | 16 | 19 | 0.84 |
| Jhonny Vidales                              | ADT                 | 13 | 18 | 0.72 |
| Pablo Erustes                               | Deportivo Garcilaso | 10 | 14 | 0.71 |
| Alejandro Hohberg                           | Sport Boys          | 10 | 20 | 0.50 |
| Agustín Graneros                            | Alianza Atlético    | 9  | 20 | 0.45 |
| Martin Cauteruccio                          | Sporting Cristal    | 8  | 13 | 0.62 |
| Actualizado el 27 de julio de 2025. Fuente: |                     |    |    |      |

| Lucas Colitto                               | Cusco FC                  | 7 | 15 |
| Alejandro Hohberg                           | Sport Boys                | 7 | 18 |
| Iván Colman                                 | Cusco FC                  | 7 | 18 |
| Kevin Sandoval                              | Deportivo Garcilaso       | 6 | 17 |
| José Manzaneda                              | Los Chankas               | 6 | 18 |
| Jairo Concha                                | Universitario de Deportes | 6 | 18 |
| Actualizado el 19 de julio de 2025. Fuente: |                           |   |    |

### Récords
- Primer gol de la temporada: Anotado por Janio Pósito, en el Sport Huancayo 2 – 1 Alianza Atlético (7 de febrero de 2025)
- Último gol de la temporada:
- Gol más rápido: Anotado por Jhonny Vidales a los 9 segundos, en el Alianza Universidad 2 – 3 ADT (23 de febrero de 2025)
- Gol más cercano al final del encuentro: Anotado por Raúl Ruidíaz a los 99 minutos y 49 segundos , en el Atlético Grau 3 – 3 Sport Boys (27 de abril de 2025)
- Mayor número de goles marcados en un partido: 7 goles, ADT 4 – 3 Atlético Grau (15 de febrero de 2025) y Cienciano 6 – 1 UTC (24 de mayo de 2025)
- Mayor victoria local: Universitario 6 – 0 UTC (27 de abril de 2025)
- Mayor victoria visitante: UTC 0 – 4 Deportivo Binacional (15 de febrero de 2025) y Comerciantes Unidos 0 – 4 Sport Boys (13 de abril de 2025)

## Premios individuales y colectivos

### Premios por fecha
| Fecha        | Arquero de la fecha | Jugador Todo Terreno | Jugador de la fecha | DT de la fecha    | Gol de la fecha     | Once Ideal |
| ------------ | ------------------- | -------------------- | ------------------- | ----------------- | ------------------- | --- |
| Apertura F1  | Álvaro Villete      | Erick Gonzáles       | Cristian Bordacahar | Néstor Gorosito   | Marcos Lliuya       | Ver lista Álvaro Villete Hugo Ángeles Leonel González Carlos Zambrano Guillermo Enrique Rodrigo Vilca Erick Gonzáles Kenji Cabrera Luis Urruti Pablo Erustes Cristian Bordacahar            |
| Apertura F2  | Diego Melián        | Hairo Timaná         | Jhonny Vidales      | Gerardo Ameli     | Aldair Vásquez      | Ver lista Diego Melián Yonatan Murillo Franco Romero Hairo Timaná Nelson Cabanillas Rodrigo Ureña Nicolas Gómez Juan Lucumí Agustín Graneros Gabriel Leyes Jhonny Vidales                   |
| Apertura F3  | Ángelo Campos       | Jesús Castillo       | Jhonny Vidales      | Carlos Desio      | Jeremy Canela       | Ver lista Ángelo Campos Leonel González Franco Romero Marco Saravia Kevin Sandoval Jesús Castillo Tomás Martínez Pablo Erustes Jhonny Vidales Luciano Nequecaur Paolo Guerrero              |
| Apertura F4  | Steven Rivadeneyra  | John Narváez         | Andy Polo           | Néstor Gorosito   | Alan Cantero        | Ver lista Steven Rivadeneyra John Narváez Carlos Beltrán Erick Noriega Rodrigo Ureña Alan Cantero Kevin Sandoval Rodrigo Castro Andy Polo Agustín Graneros Paolo Guerrero                   |
| Apertura F5  | Patrick Zubczuk     | Nicolás Rodríguez    | Fernando Gaibor     | Fabián Bustos     | Hector González     | Ver lista Patrick Zubczuk Nicolás Rodríguez Williams Riveros Jeremy Rostaing Horacio Orzán José Carabalí Fernando Gaibor Martín Pérez Guedes Josué Estrada Janio Pósito Cristian Bordacahar |
| Apertura F6  | Sebastián Britos    | Arón Sánchez         | Jhonny Vidales      | Carlos Desio      | Lautaro Guzmán      | Ver lista Sebastián Britos Ignacio Gariglio Williams Riveros Arón Sánchez Cristhian Tizón Kevin Sandoval Jairo Concha Santiago González Jhonny Vidales Martín Cauteruccio Lautaro Guzmán    |
| Apertura F7  | Patricio Álvarez    | José Bolivar         | Facundo Castro      | Walter Ribonetto  | Kenji Cabrera       | Ver lista Patricio Álvarez Ignacio Gariglio José Bolivar Alejandro Ramos Léiner Escalante Alejandro Hohberg Carlo Diez Cristian Bordacahar Facundo Callejo Facundo Castro André Vásquez     |
| Apertura F8  | Pedro Díaz          | Leonardo Rugel       | Luis Urruti         | Cristian Paulucci | Luis Urruti         | Ver lista Pedro Díaz Leonardo Rugel Jhon Ibargüen Erick Noriega Jairo Concha Alejandro Hohberg José Carabalí Javier Sanguinetti Luis Urruti José Rivera Paolo Guerrero                      |
| Apertura F9  | Eder Hermoza        | Hector González      | Hugo Ancajima       | Guillermo Duró    | Piero Magallanes    | Ver lista Eder Hermoza Josuee Herrera Juan Lojas Erick Noriega Hugo Ancajima Jairo Concha Luis Urruti Nicolás Silva Alejandro Hohberg José Rivera Marlon De Jesús                           |
| Apertura F10 | Ángel Azurín        | Leonel González      | Christian Cueva     | Jorge Fossati     | Christian Cueva     | Ver lista Ángel Azurín Leonel González Williams Riveros César Inga Christofer Gonzáles Jairo Concha José Carabalí Christian Cueva Alejandro Hohberg Raul Ruidiaz Álex Valera                |
| Apertura F11 | Álvaro Villete      | Manuel Ganoza        | Facundo Callejo     | Miguel Rondelli   | Facundo Callejo     | Ver lista Álvaro Villete Jimmy Valoyes Manuel Ganoza José Villegas Hugo Ángeles André Vásquez Enzo Fernández Carlos López José Manzaneda Luciano Nequecaur Facundo Callejo                  |
| Apertura F12 | Ángel Zamudio       | Hector González      | Irven Ávila         | Gerardo Ameli     | Irven Ávila         | Ver lista Ángel Zamudio Yonatan Murillo Stefano Fernández Hector González Cristhian Tizón Iván Colman Ian Wisdom Franco Torres Kenji Cabrera Facundo Callejo Irven Ávila                    |
| Apertura F13 | Ángel Zamudio       | Arón Sánchez         | Cristhian Tizón     | Santiago Acasiete | Martín Távara       | Ver lista Ángel Zamudio Arón Sánchez Carlos Zambrano José Villegas Cristhian Tizón Kenji Cabrera Martín Távara Iván Colman Pablo Ceppelini Piero Magallanes Isaac Camargo                   |
| Apertura F14 | Paolo Izaguirre     | César Inga           | Pablo Erustes       | Jorge Fossati     | Gaspar Gentile      | Ver lista Paolo Izaguirre Williams Riveros Manuel Ganoza César Inga João Ortiz Christian Cueva Rafael Guarderas Andy Polo Gaspar Gentile Facundo Callejo Pablo Erustes                      |
| Apertura F15 | Ángel Zamudio       | Martín Távara        | Ángel Zamudio       | Gerardo Ameli     | Raul Ruidiaz        | Ver lista Ángel Zamudio Leonel González Rodrigo Tapia Renzo Alfani Cristhian Tizón Rodrigo Ureña Hernan Lupu Martín Távara Luis Olmedo Raul Ruidiaz Christofer Gonzáles                     |
| Apertura F16 | Álvaro Villete      | Alec Deneumostier    | Jairo Concha        | Jorge Fossati     | Oshiro Takeuchi     | Ver lista Álvaro Villete César Inga Matías Di Benedetto Marco Saravia Oshiro Takeuchi Javier Sanguinetti Rodrigo Ureña Jairo Concha Sebastián Gonzales Matías Sen Alejandro Hohberg         |
| Apertura F17 | Patrick Zubczuk     | Nicolás Rodríguez    | Iván Colman         | Gerardo Ameli     | Rolando Díaz        | Ver lista Patrick Zubczuk Nicolás Rodríguez Jhair Soto Renzo Alfani Fernando Bersano Iván Colman André Vásquez Fernando Gaibor Lucas Colitto Martín Cauteruccio José Manzaneda              |
| Apertura F18 | Patricio Álvarez    | Ricardo Salcedo      | Paolo Guerrero      | Jorge Fossati     | Christofer Gonzáles | Ver lista Patricio Álvarez Aldair Fuentes Erick Noriega Aldo Corzo Erick Castillo Fernando Gaibor Yorleys Mena Christofer Gonzáles Javier Sanguinetti Paolo Guerrero Raul Ruidiaz           |
| Apertura F19 | Álvaro Villete      | Hector González      | Facundo Callejo     | Miguel Rondelli   | Marvin Ríos         | Ver lista Álvaro Villete Fernando Bersano Gu-Rum Choi Erick Noriega Juan Carranza Lucas Colitto Marvin Ríos Carlo Diez Andy Polo Facundo Callejo Santiago González                          |
| Clausura F1  | Patrick Zubczuk     | John Narváez         | Kevin Sandoval      | Miguel Rondelli   | Facundo Callejo     | Ver lista Patrick Zubczuk Hugo Ángeles John Narváez Marcelo Gaona Leandro Sosa Kevin Sandoval Martín Távara Pablo Erustes Jairo Concha Emiliano Villar Facundo Callejo                      |
| Clausura F2  | Diego Enríquez      | Erick Noriega        | Martín Távara       | Miguel Rondelli   | Alejandro Hohberg   | Ver lista Diego Enríquez Anthony Rosell Miguel Araujo José Villegas Leandro Sosa Javier Sanguinetti Martín Távara Erick Noriega Iván Colman Marlon De Jesús Facundo Callejo                 |
| Clausura F3  | Pedro Ynamine       | Alexi Gómez          | Martín Pérez G.     | Roberto Mosquera  | Kevin Quevedo       | Ver lista Pedro Ynamine Álvaro Ampuero Ánderson Santamaría Miguel Araujo Alexi Gómez Iván Colman Martín Távara Martín Pérez Guedes Kevin Quevedo Christofer Gonzáles Yorleys Mena           |
| Clausura F4  | Miguel Vargas       | Renzo Alfani         | Miguel Araujo       | Miguel Rondelli   | Michel Rasmussen    | Ver lista Miguel Vargas Miguel Araujo Aldair Fuentes Jimmy Valoyes Claudio Torrejón Javier Sanguinetti Iván Colman Tomás Martínez Alejandro Hohberg Carlos Garcés Raul Ruidiaz              |
| Clausura F5  | Ítalo Espinoza      | Rodrigo Tapia        | Jairo Concha        | Paulo Autuori     | Ian Wisdom          | Ver lista Ítalo Espinoza César Inga Rafael Lutiger Gustavo Dulanto Danilo Ortiz Andy Polo Jairo Concha Ian Wisdom Adrian Quiroz Pablo Ceppelini Renato Espinosa                             |

### Premios mensuales
| Mes     | Jugador del mes   | Equipo        | G. | A. | PJ. | DT del mes       | Equipo           | T. | PJ. |
| ------- | ----------------- | ------------- | -- | -- | --- | ---------------- | ---------------- | -- | --- |
| Febrero | Jhonny Vidales    | ADT           | 6  | 1  | 3   | Walter Ribonetto | FBC Melgar       | 3  | 3   |
| Marzo   | Edison Flores     | Universitario | 2  | 4  | 3   | Fabián Bustos    | Universitario    | 3  | 3   |
| Abril   | Alejandro Hohberg | Sport Boys    | 5  | 3  | 4   | Néstor Gorosito  | Alianza Lima     | 2  | 3   |
| Mayo    | Facundo Callejo   | Cusco FC      | 6  | 1  | 4   | Miguel Rondelli  | Cusco FC         | 3  | 4   |
| Junio   | Jairo Concha      | Universitario | 1  | 1  | 3   | Gerardo Ameli    | Alianza Atlético | 3  | 4   |
| Julio   | Facundo Callejo   | Cusco FC      | 6  | 5  | 5   | Miguel Rondelli  | Cusco FC         | 5  | 5   |

### Once ideal
| Pos.           | Futbolista          | Equipo              |
| -------------- | ------------------- | ------------------- |
| Guardameta     | Patrick Zubczuk     | Deportivo Garcilaso |
| Defensa        | Matías Di Benedetto | Universitario       |
| Defensa        | Williams Riveros    | Universitario       |
| Defensa        | Renzo Garcés        | Alianza Lima        |
| Centrocampista | Iván Colman         | Cusco FC            |
| Centrocampista | Rodrigo Ureña       | Universitario       |
| Centrocampista | Erick Noriega       | Alianza Lima        |
| Centrocampista | Jairo Concha        | Universitario       |
| Delantero      | Alejandro Hohberg   | Sport Boys          |
| Delantero      | Facundo Callejo     | Cusco FC            |
| Delantero      | Jhonny Vidales      | ADT                 |

| Pos. | Futbolista | Equipo |
| ---- | ---------- | ------ |
|      |            |        |
|      |            |        |
|      |            |        |
|      |            |        |
|      |            |        |
|      |            |        |
|      |            |        |
|      |            |        |
|      |            |        |
|      |            |        |

| Pos. | Futbolista | Equipo |
| ---- | ---------- | ------ |
|      |            |        |
|      |            |        |
|      |            |        |
|      |            |        |
|      |            |        |
|      |            |        |
|      |            |        |
|      |            |        |
|      |            |        |
|      |            |        |

## Anexos

### Partidos de preparación y presentación
| Fecha        | Ciudad       | Estadio                      | Local                | Resul.           | Invitado             | Denominación            |
| ------------ | ------------ | ---------------------------- | -------------------- | ---------------- | -------------------- | ----------------------- |
| 12 de enero  | Lima         | Alejandro Villanueva         | Alianza Lima         | 2 - 0            | Emelec               | Tarde Blanquiazul       |
| 12 de enero  | Bogotá       | El Campín de Bogotá          | América de Cali      | 0 - 2            | FBC Melgar           | Serie Colombia          |
| 14 de enero  | Barranquilla | Metropolitano                | Junior               | 1 - 3            | Universitario        | Serie Colombia          |
| 16 de enero  | Bogotá       | El Campín de Bogotá          | Millonarios          | 0 - 0            | FBC Melgar           | Serie Colombia          |
| 18 de enero  | Callao       | Miguel Grau                  | Sport Boys           | 1 - 1 (5:3 pen.) | Junior               | Trofeo Lizárraga        |
| 18 de enero  | Manizales    | Palogrande                   | Once Caldas          | 1 - 0            | Universitario        | Serie Colombia          |
| 18 de enero  | Cuzco        | Inca Garcilaso de la Vega    | Cienciano            | 4 - 0            | Jorge Wilstermann    | Noche del rojo imperial |
| 19 de enero  | Lima         | Alberto Gallardo             | Sporting Cristal     | 2 - 1            | Universidad Católica | Tarde Celeste           |
| 19 de enero  | Tarma        | Unión Tarma                  | ADT                  | 4 - 1            | Alianza Universidad  | Tarde Adetina           |
| 21 de enero  | Buenos Aires | Nuevo Francisco Urbano       | Deportivo Morón      | 2 - 1            | Alianza Lima         | Amistoso                |
| 22 de enero  | Huanta       | Eloy Molina Robles           | Ayacucho FC          | 0 - 0            | Los Chankas CYC      | Tarde de los Zorros     |
| 24 de enero  | Lima         | Monumental U                 | Universitario        | 2 - 1            | Selección de Panamá  | Noche Crema             |
| 25 de enero  | Arequipa     | Monumental de la UNSA        | FBC Melgar           | 0 - 0            | Deportivo Cuenca     | Tarde Rojinegra         |
| 25 de enero  | Chongoyape   | Municipal de la Juventud     | Juan Pablo II        | 1 - 1            | Comerciantes Unidos  | Tarde Amarilla          |
| 25 de enero  | Quito        | Rodrigo Paz Delgado          | Liga de Quito        | 1 - 1            | Alianza Lima         | Noche Blanca            |
| 26 de enero  | Andahuaylas  | Municipal de Talavera        | Los Chankas CYC      | 0 - 2            | Ayacucho FC          | Tarde Chanka            |
| 26 de enero  | Cuzco        | Inca Garcilaso de la Vega    | Cienciano            | 0 - 0            | Always Ready         | Amistoso                |
| 26 de enero  | Lima         | Alberto Gallardo             | Sporting Cristal     | 2 - 0            | Universidad Católica | Amistoso                |
| 26 de enero  | Huánuco      | Heraclio Tapia               | Alianza Universidad  | Suspendido       | ADT                  | Tarde Azulgrana         |
| 29 de enero  | Lima         | Monumental U                 | Universitario        | 0 - 0 (4:5 pen.) | Inter Miami          | The Americas Tour       |
| 30 de enero  | Lima         | Alejandro Villanueva         | Alianza Lima         | 2 - 0            | Aucas                | Amistoso                |
| 1 de febrero | Andahuaylas  | Municipal de Talavera        | Los Chankas CYC      | 2 - 1            | Sport Huancayo       | Duelos de Altura        |
| 1 de febrero | Cuzco        | Inca Garcilaso de la Vega    | Deportivo Garcilaso  | 1 - 2            | Always Ready         | La Noche del Rico Garci |
| 3 de febrero | Juliaca      | Guillermo Briceño Rosamedina | Deportivo Binacional | 4 - 1            | Always Ready         | La Noche del Poderoso   |
| 8 de febrero | Juliaca      | Guillermo Briceño Rosamedina | Deportivo Binacional | 3 - 3            | The Strongest        | Amistoso                |

### Cambio de entrenadores
| Equipo               | Entrenador saliente (Jornadas)            | Salida        | Tipo               | Pos. | Entrenador entrante     | Entrada       | Último equipo dirigido |
| -------------------- | ----------------------------------------- | ------------- | ------------------ | ---- | ----------------------- | ------------- | ---------------------- |
| UTC                  | Mauro Reyes (INT) (1-3 Apertura)          | 24 de febrero | Fin de Interinidad | 19°  | Pablo Bossi             | 25 de febrero | Los Chankas            |
| Deportivo Binacional | Erick Torres (1-7 Apertura)               | 7 de abril    | Despido            | 13°  | César Chávez-Riva (INT) | 7 de abril    | Deportivo Binacional   |
| Deportivo Binacional | César Chávez-Riva (INT) (8-9 Apertura)    | 21 de abril   | Renuncia           | 12°  | Claudio Bustamante      | 22 de abril   | Debut como entrenador  |
| Sporting Cristal     | Guillermo Farré (1-7 Apertura)            | 10 de abril   | Despido            | 6°   | Jorge Soto (INT)        | 12 de abril   | Sporting Cristal       |
| Sporting Cristal     | Jorge Soto (INT) (8 Apertura)             | 16 de abril   | Fin de Interinidad | 5°   | Paulo Autuori           | 16 de abril   | Cruzeiro               |
| Los Chankas          | Jorge Vivaldo (1-8 Apertura)              | 12 de abril   | Mutuo acuerdo      | 14°  | César Vaioli            | 15 de abril   | Los Chankas            |
| Los Chankas          | César Vaioli (9-15 Apertura)              | 17 de junio   | Mutuo acuerdo      | 13°  | Walter Paolella (INT)   | 17 de junio   | Lobos BUAP sub-20      |
| Cienciano            | Cristian Díaz (1-8 Apertura)              | 13 de abril   | Despido            | 15°  | Carlos Desio            | 17 de abril   | ADT                    |
| Universitario        | Fabián Bustos (1-8 Apertura)              | 14 de abril   | Mutuo acuerdo      | 2°   | Manuel Barreto (INT)    | 14 de abril   | Universitario          |
| Universitario        | Manuel Barreto (INT) (9 Apertura)         | 20 de abril   | Fin de Interinidad | 1°   | Jorge Fossati           | 20 de abril   | Selección de Perú      |
| ADT                  | Carlos Desio (1-8 Apertura)               | 16 de abril   | Renuncia           | 7°   | Leonardo Rojas (INT)    | 16 de abril   | ADT II                 |
| ADT                  | Leonardo Rojas (INT) (9 Apertura)         | 23 de abril   | Oficialización     | 6°   | Leonardo Rojas          | 23 de abril   | ADT                    |
| ADT                  | Leonardo Rojas (10-16 Apertura)           | 23 de junio   | Mutuo acuerdo      | 12°  | Orlando Romero (INT)    | 24 de junio   | ADT II                 |
| ADT                  | Orlando Romero (INT) (17-18 Apertura)     | 10 de julio   | Fin de interinidad | 12°  | Horacio Melgarejo       | 10 de julio   | Atlético Baleares      |
| Comerciantes Unidos  | Martín Cardetti (1-8 Apertura)            | 16 de abril   | Renuncia           | 16°  | Javier Arce (INT)       | 16 de abril   | Diablos Rojos          |
| Comerciantes Unidos  | Javier Arce (INT) (9-14 Apertura)         | 21 de mayo    | Mutuo acuerdo      | 18°  | Daniel Ferreyra         | 21 de mayo    | Debut como entrenador  |
| Comerciantes Unidos  | Daniel Ferreyra (15 Apertura-3 Clausura)  | 4 de agosto   | Mutuo acuerdo      | 19°  | Claudio Biaggio         | 5 de agosto   | ADT                    |
| Ayacucho FC          | Edgar Ospina (1-11 Apertura)              | 4 de mayo     | Mutuo acuerdo      | 18°  | Luis Islas              | 6 de mayo     | Sacachispas            |
| Ayacucho FC          | Luis Islas (12-17 Apertura)               | 30 de junio   | Mutuo acuerdo      | 18°  | Gino Reyes (INT)        | 30 de junio   | Carlos Stein           |
| Ayacucho FC          | Gino Reyes (INT) (18 Apertura)            | 10 de julio   | Fin de Interinidad | 17°  | Sergio Castellanos      | 10 de julio   | Bentín T. Heroica      |
| Alianza Universidad  | Paul Cominges (1-11 Apertura)             | 4 de mayo     | Mutuo acuerdo      | 19°  | Mifflin Bermúdez        | 6 de mayo     | Sport Huancayo         |
| Alianza Universidad  | Mifflin Bermúdez (12 Apertura-2 Clausura) | 26 de julio   | Mutuo Acuero       | 19°  | Roberto Mosquera        | 27 de julio   | César Vallejo          |
| Sport Boys           | Cristian Paulucci (1-12 Apertura)         | 12 de mayo    | Mutuo acuerdo      | 10°  | Guillermo Vásquez (INT) | 12 de mayo    | Sport Boys             |
| Sport Boys           | Guillermo Vásquez (INT) (13-14 Apertura)  | 24 de mayo    | Fin de Interinidad | 11°  | Arturo Reyes            | 24 de mayo    | Junior                 |
| Sport Boys           | Arturo Reyes (15 Apertura-5 Clausura)     | 10 de agosto  | Mutuo acuerdo      | 13°  | Bandera de ?            |               | Bandera de ?           |
| Deportivo Garcilaso  | Guillermo Duró (1-18 Apertura)            | 8 de julio    | Mutuo acuerdo      | 8°   | Carlos Bustos           | 11 de julio   | The Strongest          |
| FBC Melgar           | Walter Ribonetto (1 Apertura-2 Clausura)  | 27 de julio   | Mutuo acuerdo      | 10°  | Victor Balta (INT)      | 27 de julio   | FBC Melgar (F)         |
| FBC Melgar           | Victor Balta (INT) (3 Clausura)           | 5 de agosto   | Fin de Interinidad | 7°   | Juan Reynoso            | 5 de agosto   | Selección de Perú      |